# Ansembourg (localité)
Pour les articles homonymes, voir Ansembourg.
Ansembourg (en luxembourgeois : Aansebuerg  et en allemand : Ansemburg) est une section de la commune luxembourgeoise de Helperknapp située dans le canton de Mersch.
Le village est situé sur l'Eisch, un affluent de l’Alzette. Malgré sa faible population (48 habitants), il possède deux châteaux : le château d'Ansembourg (ou vieux château) et le grand château d'Ansembourg (ou nouveau château).
Un petit pèlerinage en l'honneur de la Vierge Marie y existe (Notre-Dame du chêne).

## Culture et patrimoine

### Lieux et monuments
Le vieux château date du XIIIe siècle et des modifications successives y ont été apportées jusqu'au XVIIIe siècle. En plus d'avoir été l'un de lieux de tournage du film français Les Enfants de Timpelbach, celui-ci fait partie de la vallée des sept châteaux. En ce qui concerne le nouveau château, surnommé le « petit Versailles » en raison de ses jardins classiques, il a été construit entre le XVIIe siècle et le XIXe siècle. Des jardins s'étendent sur 3,5 hectares et se composent de labyrinthes, d’un potager et d’une allée un peu plus secrète, « l’allée verte ». De nombreuses statues et des fontaines sont également présentes ainsi qu'un jardin des roses,.

### Personnalités liées à la localité
- Henri-Hartard de Raville (1633-1719), né au vieux château, prince-évêque de Spire et prévôt de l'abbaye de Wissembourg.